# Nerf médian
Le nerf médian est un nerf du membre supérieur chez l'humain. C'est le nerf sensitivo-moteur de la face antérieure de l'avant-bras et de la main. 

## Anatomie

### Origine
Le nerf médian naît de la branche médiale du faisceau antéro-latéral et de la branche latérale du faisceau antéro-médial du plexus brachial dans la région axillaire. Les racines rachidiennes dont dépend le nerf médian sont C5, C6, C7, C8 et T1.

### Trajet

#### Creux axillaire
Le nerf médian nait dans le creux axillaire en arrière du muscle petit pectoral en suivant le bord antéro-externe de l'artère axillaire.
Il se situe en dedans du nerf musculo-cutané, et en dehors de la veine axillaire, du nerf ulnaire, du nerf cutané médial de l'avant-bras et son nerf accessoire.

#### Bras
Le nerf médian parcourt le canal brachial, dans la loge brachiale antérieure.
Le canal brachial est limité par le muscle biceps brachial en avant, le septum intermusculaire médial du bras en arrière, le fascia brachial en dedans et le muscle coracobrachial en dehors.
Au tiers moyen du bras il croise en X allongé et de dehors en dedans l'artère brachiale.
Jusqu'au milieu du bras, le nerf est accompagné par le nerf ulnaire.
À ce niveau il chemine au tiers supérieur devant le septum intermusculaire médial du bras puis en avant du brachial et en arrière du biceps brachial.
Il traverse le sillon bicipital médial en dedans de l'artère brachiale et entre le tendon du muscle biceps brachial en dehors, le muscle brachial en arrière, le muscle rond pronateur en dedans et le fascia antébrachial en avant.

#### Avant-bras
Le nerf médian descend de façon verticale et médiane  dans la loge antébrachiale antérieure. Il passe entre les muscles fléchisseur superficiel et le fléchisseur profond des doigts.
En bas de l'avant-bras, le nerf devient superficiel en passant entre le tendon du muscle fléchisseur radial du carpe en dehors et les tendons du muscle fléchisseur superficiel des doigts en dedans.

#### Poignet
Au niveau du poignet, le nerf médian passe par le canal carpien accompagné par les tendons des muscles fléchisseurs des doigts.
Le nerf se termine au niveau du bord inférieur du rétinaculum des fléchisseurs.

## Branches collatérales
Au cours de son parcours il donne les branches suivantes :
- le nerf interosseux antébrachial antérieur,

- un rameau articulaire pour l'articulation du coude (partie antéro-interne),
- des rameaux inférieur et supérieur  pour le muscle rond pronateur,
- un rameau pour le muscle fléchisseur radial du carpe,
- un rameau pour le muscle long palmaire,
- un rameau pour le  muscle fléchisseur superficiel des doigts,
- un rameau pour le muscle long fléchisseur du pouce,
- un rameau pour la partie latérale du muscle fléchisseur profond des doigts,
- le nerf cutané palmaire pour les téguments de la paume de la main et de l'éminence thénar,
- un rameau communiquant avec le nerf ulnaire dans la partie supérieure de l'avant-bras.

## Branches terminales
Au niveau du bord inférieur du rétinaculum des fléchisseurs , le nerf médian se divise en cinq branches terminales les trois nerfs digitaux palmaires communs du nerf médian et la branche musculaire récurrente pour les muscles de l'éminence thénar.
Cette dernière donne :
- un rameau pour le muscle court abducteur du pouce,
- un rameau pour le muscle opposant du pouce,
- un rameau pour le chef superficiel du muscle court fléchisseur du pouce.

## Zone d'innervation
Le nerf médian est moteur de la pronation, de la flexion du pouce, de l'index et du majeur, de la flexion du poignet (sauf l'inclinaison ulnaire). Il effectue aussi l'antépulsion et l'opposition du pouce.
Il est également sensitif :

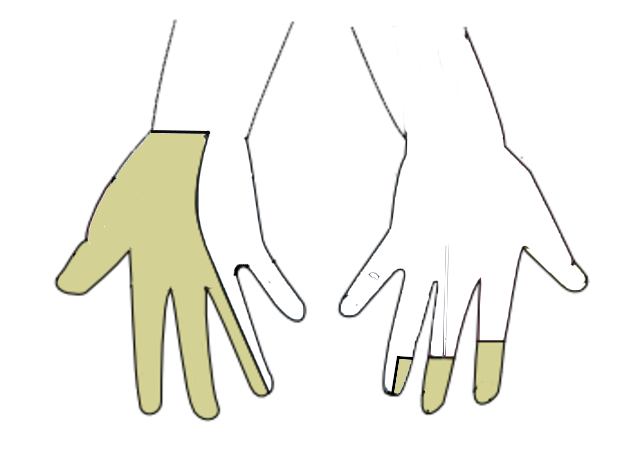
Zone sensitive du nerf médian (en vert).

- de l'éminence thénar et la moitié latérale de la paume de la main
- de la face palmaire des trois premiers doigts et de la moitié latérale du quatrième
- de la face dorsale des deuxième et troisième phalanges de l'index et du médius et celle de l'annulaire dans sa moitié latérale.

## Variations
Il existe des variations non pathologiques du nerf médian :
- La bifurcation du nerf médian se produit généralement après la sortie du nerf du canal carpien mais 5 à 10 % des personnes ont le nerf médian qui bifurque plus proximalement dans le canal carpien, le poignet ou l'avant-bras[1].
- Pendant la gestation, l'artère satellite du nerf médian qui vascularise la main se rétracte. Cependant, chez certaines personnes, l'artère Il peut ne se rétracte pas et suit le trajet à côté du nerf médian dans la main.
- Il peut exister une communication motrice entre le nerf médian et le nerf ulnaire au niveau de l'avant bras (anastomose de Martin-Gruber)[2].
- Il peut exister une communication motrice entre la branche musculaire récurrente du nerf médian et la branche profonde motrice du nerf ulnaire au niveau palmaire (anastomose de Riche-Cannieu)[3].

## Aspect clinique
Le nerf médian peut subir des lésions tout au long de son parcours du plexus brachial jusqu'à sa terminaison.
Les signes de sa lésion comprennent :
- une extension des deuxième et troisième doigts.
- une absence de pronation de l'avant-bras,
- une réduction de la flexion du poignet,
- une impossibilité de serrer le poing et d'opposer le pouce,
- une attitude de la main en main de singe.

Au-dessus du coude, le nerf peut être lésé par une fracture humérale supra-condylienne.
Au niveau du coude, il peut être compressé entre les deux chefs du muscle rond pronateur entraînant un syndrome du rond pronateur (altération motrice et sensitive du nerf médian sauf la motricité du muscle rond pronateur).
Au niveau de l'avant-bras, une fracture ou un plâtre trop serré peut altérer le nerf médian ou sa branche collatérale, le nerf interosseux antébrachial antérieur. La lésion de ce dernier entraînant le syndrome du nerf interosseux antérieur (impossibilité de faire une pince pouce - index en O).
À l'entrée de la fosse cubitale, le nerf médian peut être compressé par le ligament de Struthers (inconstant). 
Au niveau du poignet, le nerf médian est touché dans le syndrome du canal carpien en altérant la sensibilité de la main et la motricité des muscles de l'éminence thénar.